# Julius von Kopp
Julius von Kopp († 9. Mai 1899 in Darmstadt) war Kreisrat des Kreises Lauterbach im Großherzogtum Hessen.

## Familie
Der Vater von Julius Kopp war der großherzoglich-hessische Finanzminister Karl Wilhelm von Kopp (1777–1844).

## Karriere
Nach dem Studium der Rechtswissenschaft wurde er Hofgerichtssekretariatsakzessist am Hofgericht Darmstadt. 1852 wurde er Assessor beim Kreis Worms und 1854 beim Kreis Darmstadt. 1858 wurde er kommissarischer Kreisrat des Kreises Lauterbach, nachdem sein Vorgänger, Heinrich Christoph Knorr von Rosenroth, plötzlich verstorben war. Er behielt diese Stelle über 30 Jahre, bis er 1882 pensioniert wurde.

## Ehrungen
- 1873 Ritterkreuz I. Klasse des Verdienstordens Philipps des Großmütigen[1]
- 1882 Geheimer Regierungsrat[1]